# George Falcke
George Falcke (Boston, 1891. március 2. – Koppenhága, 1979. február 1.) amerikai születésű dán olimpiai ezüstérmes tornász.
Az 1912. évi nyári olimpiai játékokon indult tornában és a svéd rendszerű csapat összetettben ezüstérmes lett.
Klubcsapata a Skytterforeningernes Hold volt.